# عقود الجمان في علم المعاني والبيان
عقود الجمان في علم المعاني والبيان هو نظم في علم البلاغة، وهي منظومة من نظم أبو عبد الله محمد بن الطيب الفاسي السيوطي.